# Félix Alcalá Galiano
Félix Alcalá-Galiano y Bermúdez, VI marqués de San Juan de Piedras Albas grande de España por su matrimonio (Madrid, 11 de octubre de 1804 - Madrid, 18 de julio de 1863), fue un militar español.

## Biografía
Fueron sus padres Vicente Alcalá-Galiano y Alcalá-Galiano (1757-1810) y su esposa María de las Mercedes Bermúdez Moñino. Casó con María de la Encarnación Bellvis de Moncada y Palafox, VI marquesa de San Juan de Piedras Albas grande de España.
Fue teniente general de los Reales Ejércitos, director del Colegio Militar de Caballería y director general de esta Arma, ministro del Tribunal Supremo de Guerra y Marina, capitán general de Granada, de Extremadura y de Castilla la Vieja, senador vitalicio del Reino, gran cruz de la Real Orden de Isabel la Católica y gentilhombre de Cámara de S.M. con ejercicio y servidumbre.
En la I guerra de África (1859-1860) estuvo al mando de la División de Caballería, que estaba formada por dos brigadas, compuestas por:
- Primera brigada: Jefe, el brigadier D. Blas de Villate.
  - Un escuadrón de coraceros del Rey.
  - Un escuadrón de coraceros de la Reina.
  - Un escuadrón de coraceros del Príncipe.
  - Un escuadrón de coraceros de Borbón.
  - Un escuadrón  de húsares de la Princesa.
- Segunda brigada: Jefe, el brigadier D. Francisco Romero Palomeque. 
  - Dos escuadrones de Farnesio
  - Un escuadrón de Santiago
  - Un escuadrón de Villaviciosa
  - Artillería: Tres escuadrones del regimiento a caballo con 12 piezas.